# Woodbridge (Wirginia)
Woodbridge – jednostka osadnicza w Stanach Zjednoczonych, w stanie Wirginia, w hrabstwie Prince William.